# Daying, Guizhou
Daying (kinesiska: 大营) är en köping i sydvästra Kina. Den ligger i det autonoma häradet Ziyun i staden Anshun i provinsen Guizhou, omkring 130 kilometer söder om provinshuvudstaden Guiyang. Antalet invånare är 18153. Befolkningen består av 8 743 kvinnor och 9 410 män. Barn under 15 år utgör 34 %, vuxna 15-64 år 56 %, och äldre över 65 år 9,0 %.